# Heinrich I. (Paderborn)
Heinrich I. oder Heinrich von Assel (auch: Aslo; † 15. April 1107 in Magdeburg) war ein Bischof von Paderborn und von 1102 bis 1107 Erzbischof von Magdeburg.

## Leben
Heinrich war zuerst Domherr in Hildesheim. 1084 wurde er vom Gegenkönig Hermann von Salm zum Bischof von Paderborn ernannt. Er war vom Paderborner Domkapitel 1084 zum Bischof gewählt und vom Papst im Amt bestätigt worden. Heinrich II. von Werl bekam von Heinrich IV. vor den Toren Roms das Paderborner Bistum übertragen. Heinrich von Assel konnte sich ihm gegenüber nicht durchsetzen und wurde vertrieben.
Daher suchte Heinrich Zuflucht in Magdeburg und hatte hier im Domkapitel freundliche Aufnahme gefunden. Nachdem der Erzbischof Hartwig 1102 verstorben war, wählte ihn das Domkapitel durch die eingetretene Vakanz fast gegen seinen Willen zum Erzbischof. Dies blieb er auch zunächst, obwohl Kaiser Heinrich IV. darüber sehr erzürnt war. Heinrich IV. setzte den Erzbischof schließlich ab, der sich daraufhin auf seine Familiengüter zurückzog. Als des Kaisers Sohn Heinrich V. sich 1105 gegen seinen Vater empörte und die Regierung an sich riss, setzte der päpstliche Legat Bischof Gebhard von Costnitz den Erzbischof Heinrich wieder in sein Amt ein.
Nachdem dieser im Auftrage des jungen Königs eine Reise nach Rom gemacht hatte, um den Papst Paschalis II. zum Reichstag nach Augsburg einzuladen, wandte er nunmehr seine Sorge den Angelegenheiten des Erzstifts zu.
Heinrich hat den Ruhm eines friedfertigen, gerechten und für seine Zeit gelehrten Mann hinterlassen, dessen früher Tod allgemein bedauert wurde. Seinen Leichnam bestattete man im südlichen Querschiff der Marienkirche des Klosters Unser Lieben Frauen.